# 대한민국 헌법 제82조
대한민국 헌법 제82조는 대한민국 헌법의 조항이다.

## 본문
대통령의 국법상 행위는 문서로써 하며, 이 문서에는 국무총리와 관계 국무위원이 부서한다. 군사에 관한 것도 또한 같다.

## 내용
대통령의 국법상 행위

## 같이 보기
- 대한민국 헌법 제4장 제1절
- 부서